# Ангел НеБес
«Ангел НеБес» — российская рок-группа, образованная в 2006 году в Новомосковске. С 2009 года участники проекта живут и продолжают музыкальную карьеру в Санкт-Петербурге.

## История группы
В декабре 2005 года вокалист и автор текстов Вячеслав «Никан» Никаноров и гитарист Роман «Тимон» Тимонин решают собрать состав музыкальной группы, несколько месяцев спустя названной «ТрактирЪ», свой стиль сами музыканты определяют тогда, как рок-шансон. Спустя полгода Вячеслав Никаноров, руководствуясь собственными убеждениями, меняет название и 20 июня 2006 года на центральной площади города Новомосковска на фестивале «РОКушка» состоялось первое выступление группы «Ангел НеБес», чуть позже эта дата станет официальным Днём Рождения коллектива.
Первый период группы (тульский): Вячеслав Никаноров (вокал, акустич. гитара), Роман Тимонин (гитара), Александр Старцев (саксофон), Кирилл Латышев (бас), Сергей Леонов (ударные). В этом составе группа выпускает первый диск «Везде туман», содержащий 8 треков, получает диплом «Лучшей региональной группы» на фестивале «Рок-фабрика» в Москве и становится победителем тульского рок-фестиваля «Препарация». Главными хитами группы считаются песни: «Мне приснилось», «Проповедь» и «Везде туман».
2 декабря 2006 года Сергей Леонов, Кирилл Латышев и Роман Тимонин совместно принимают решение покинуть коллектив. Сразу после этого известия Никан пишет песню «Верный Строй», которая спустя несколько лет станет знаковой для фан-клуба группы, также он просит своих друзей и знакомых из музыкального окружения отыграть с ним два итоговых концерта года, среди которых финал за звание лучшей группы Тулы. На помощь в итоге приходят: Владимир «Шумахер» (ударные), Дима Гребенников (бас), Вера Никанорова (бэк-вокал), а также преподаватели Новомосковского музыкального колледжа Алексей Ляпунов (скрипка) и, уже сотрудничавший с группой, Александр Старцев (саксофон). В таком составе «Ангел НеБес» и завоевывает Кубок «Лучшей рок-группы Тулы 2006 года». В финале произошло несколько примечательных событий: одним из членов жюри был известный тульский поэт и музыкант Евгений Титчев, ставший позднее близким другом Вячеслава Никанорова, а второе место заняла группа Juma, в которой на гитаре играл Сергей «Сова» Дмитриев, тогда и не подозревавший, что когда-то будет играть в «Ангел НеБес».
Второй период группы (новомосковский): в январе 2007 года Вячеслав Никаноров считает необходимым собрать новый постоянный состав группы в городе Новомосковске Тульской области, в котором он сам в то время живёт и работает. Костяк коллектива на ближайшие полтора года составляют четыре человека: сам Никан, басист Дмитрий Гребенников, барабанщик Никита Солдатенков и звукорежиссёр Алексей Александров. Также в этот период с группой сотрудничают: гитаристы Тимур Иргашов, Андрей Мамедов, Гриша Быков, Артур Орлов, Виталий Руднев, скрипачки Дина Насонова и Настя Артемова, скрипач и клавишник Алексей Ляпунов, флейтист Миша Селиванов, гобоистка Ирина Ропатько, бэк-вокалистка Наталья Юмагужина. Главными достижениями и успехами этого периода стали: «Приз зрительских симпатий» на 19-м заседании Московской рок-лаборатории, победа на двухдневном фестивале ROCK SIDE в Орле, яркое выступление на крупном региональном опен-эйре «Пустые Холмы», 1 место на фестивале «Времена наСТАЛИ» в Москве, выступление в качестве гостей на юбилейном концерте группы «Земляне», постоянная ротация песен в тульском эфире «Нашего Радио», запись интернет-альбома «Усталость». Основные хиты — «Настя», «Настя-2», «В окно», «Также и не был». Отличительной особенностью этого периода является смена музыкально-визуальной концепции коллектива — аранжировки становятся более авангардными, а у Никана в руках теперь не гитара, а белая простыня и другие подручные предметы. Московские журналисты, в одной из статей, характеризуют новый стиль группы, как театрально-интеллектуальный рок.
Вячеслав Никаноров: Все песни группы, все сценические образы — это то, что выпрыгивает наружу прямо изнутри. Все предметы на сцене мне в основном приснились. Безусловно, некоторый символизм в них есть. Но нельзя сказать: глобус значит то-то, ленты — то-то и так далее… Я ведь не бегал по магазинам с мыслью «какой бы мне прибамбас на сцену купить». Всё получалось спонтанно на основе различных ночных видений, и символы надо воспринимать не как что-то частное, а как общее.
Третий период группы (переходный): в начале мая 2008 года, из-за сложностей в совмещении учёбы с музыкой, группу покидает барабанщик Никита Солдатенков, Никан снова обращается за помощью к своему тульскому другу и прекрасному ударнику Володе «Шумахеру», а также предлагает Алексею Александрову сменить звукорежиссёрский пульт на клавишные. В итоге образовался состав, которому стало и суждено поменять тульско-новомосковскую прописку группы на петербургскую. «Ангел НеБес» в составе: Никан, Гребенников, Александров, Шумахер, Руднев/Сотсков (гитара), очень ярко выступают на двух питерских фестивалях — в июне на «Окнах Открой» и в сентябре на «Мире без наркотиков», после чего Слава принимает решение о продолжении музыкальной карьеры в Санкт-Петербурге, вместе с ним в декабре 2008 года, переезжают Алексей Александров и Владимир «Шумахер».
Вячеслав Никаноров: Ездили в Питер, спрашивали да и выступали на фестивалях. В общем, все ответы сводились к тому, что, мол, ребята, хотите срубить бабла — езжайте в Москву, она у вас под боком, а хотите рока — приезжайте в Питер. Выбрали, ясное дело, второе. Здесь всё рок-н-ролльное!
Четвёртый период группы (питерский):
Февраль 2009 — май 2010. Состав: Вячеслав «Никан» Никаноров — тексты, образ, вокал, Сергей «Сова» Дмитриев — гитара, Алексей Александров — клавишные, Сергей «Моцарт» Никонов — бас, Владимир «Шумахер» — ударные. Главные успехи и достижения: участники фестивалей «Нашествие», «Воздух», «Окна Открой», «Мир без наркотиков», «Живой», «Магерфест», Лауреаты первого фестиваля Петербургского рок-клуба «Прорыв», выпуск первого официального альбома «ИДИОТРОКА, том I» (лейбл «Бомба-Питер»), Премия журнала «Петербургский Музыкант». Главные хиты — «Мама, я уйду», «Настя», «Летний Сад». Также в этот период к выступлениям привлекались: скрипач Сергей «Трэшер», шоумен Георгий «Голодный» и легендарный Олег Гаркуша.
Май 2010 — февраль 2016. Состав: Вячеслав «Никан» Никаноров — тексты, образ, вокал, Сергей «Сова» Дмитриев — гитара, Сергей «Моцарт»" Никонов — бас, Александр «Пила» Кочергин — ударные. Главные успехи и достижения: участники фестивалей «Нашествие», «Воздух», «Доброфест», «Окна Открой», «Мир без наркотиков», «Берег», «Байк Шоу в Севастополе», «Kaliningrad In Rock», «Крылья», «ДнеПроРок», «Rock Line», «Живой», «КИНОсначала», «Ирбит», «Движение», «Фестиваль Пива и Кваса» и многих других, ротация с января 2011 года на «Нашем Радио», Лауреаты премии «Чартова Дюжина Топ-13», выход номерных альбомов: «ПятиЛетний» (2011), «наКРЫЛО» (2012), «Я играю в войну» (2013), «Я играю в войну. Переиздание» (2014), «ИДИОТРОКА, том II» (2016). Основные хиты — «Дайте мне один патрон», «ТТ» («Пожар на Твоем Теле»), «Мама, я уйду», «Небо плачет по Шуту» (памяти Михаила Горшенева), «З. И. М.А», «Про Людей», «РЖД», «Лето в Петербурге».
Также к выступлениям с мая 2010 года привлекались: шоувумен Рита Магритт, шоумены Олег Гаркуша и Георгий «Голодный», ударники Евгений Трохимчук и Михаил Поздеев, клавишники Алексей Федоренко и Денис Четвериков.
С февраля 2016 года группа «Ангел НеБес» отправилась в масштабный тур по России с программой «10 ЛЕТ НА КРЫЛЕ»!

## Состав

### Нынешний состав
- Вячеслав «Никан» Никаноров — образ, поэзия, вокал, голос, акустическая гитара (с 2005 года)
- Вова «Драйв» — соло-гитара (2019 — настоящее время)
- Сергей «Моцарт» Никонов — бас (февраль 2009-февраль 2016, с 2019 года)
- Александр «Пила» Кочергин — ударные (2010—2013, с 2014 года)

### Бывшие участники
- Роман Тимонин — гитара (2005-декабрь 2006, лето 2008)
- Кирилл Латышев — бас (2005-декабрь 2006)
- Сергей Леонов — ударные (2005-декабрь 2006)
- Алексей Александров — звукорежиссура, клавишные (июнь 2006-декабрь 2009)
- Александр Старцев — саксофон (2006)
- Дмитрий Гребенников — бас (декабрь 2006-ноябрь 2008)
- Алексей Ляпунов — скрипка (2006—2008, сессионно)
- Никита Солдатенков — ударные (январь 2007-апрель 2008)
- Тимур Иргашов — гитара (январь-июнь 2007)
- Дина Насонова — скрипка (февраль-август 2007)
- Артур Орлов — гитара (сентябрь 2007-март 2008)
- Настя Артемова — скрипка (ноябрь 2007-март 2008)
- Виталий Руднев — гитара (март-июнь 2008)
- Максим Сотсков — гитара (сентябрь-декабрь 2008)
- Рита «Магритт» — шоу (осень 2008, май 2010-осень 2012)
- Евгений Трохимчук — ударные (2013)
- Сергей «Граф» Галевский — бас-гитара (2016—2017)
- Антон Макаров — гитара, клавиши (2016—2018)
- Дмитрий Прокопьев — бас-гитара (2017)
- Сергей «Сова» Дмитриев — соло-гитара, акустическая гитара (2009—2017, 2018—2019)
- Владимир «Шумахер» Поздышев — бас-гитара (2018—2019), ударные (декабрь 2006, апрель 2008-апрель 2010)

## Дискография
- 2006 — Везде туман
- 2007 — Усталость (интернет-альбом)
- 2010 — ИДИОТРОКА, том I
- 2011 — ПятиЛетний
- 2012 — наКРЫЛО
- 2013 — Я играю в войну
- 2014 — Я играю в войну. Переиздание
- 2015 — Пилигрим (акустика)
- 2016 — ИДИОТРОКА, том II
- 2017 — 10 лет на крыле
- 2018 — ПутьИШествие
- 2021 — Невидимый Фронт
- 2023 — Золотая осень [Человека нет] (при участии групп Пилот, ДМЦ, Znaki)

## Фильмография
В 2011 году группа «Ангел НеБес» приняла участие в фильме «Прекрасное завтра». Режиссёр Сергей Соколинский использовал в киноленте саундтреки и фрагменты живых выступлений группы, а сам Вячеслав Никаноров сыграл в нём роль музыканта Олега.